# The Craving (filme)
The Craving, também conhecido como Delirium (O Enigma do Silêncio (título em Portugal) ) é um filme norte-americano de 1918, do gênero drama, escrito e dirigido por John Ford e Francis Ford. O filme é agora dado como perdido.

## Elenco
- Francis Ford ... Carroll Wayles
- Mae Gaston ... Beulah Grey
- Peter Gerald ... Ala Kasarib
- Duke Worne ... Dick Wayles
- Jean Hathaway ... Mrs. Wayles